# ロベルタス・シャーヴェニカス
ロベルタス・シャーヴェニカス（シェルヴェニカス、Robertas Šervenikas, 1966年4月1日 - ）は、リトアニア出身の指揮者。
ヴィリニュスの出身。サンクトペテルブルク音楽院でヴィクトル・フェドートフ等に指揮法を師事し、1993年にリトアニア国立交響楽団を振ってデビューした。1996年よりリトアニア音楽院のオーケストラを指揮している。
1997年から1998年まで、ムスティスラフ・ロストロポーヴィチに招かれてフランスのエヴィアン音楽祭に参加し、ロストロポーヴィチの助手を務めた。1998年にはリトアニア国立交響楽団を率いてドイツに演奏旅行し、成功を収めた。
2000年にはリトアニア国立交響楽団の第二指揮者に任命されている。2008年にはリトアニア国立バレエの音楽監督に就任し、ミュンヘン国立歌劇場の指揮者陣にも加わった。
また、定期的にシャウレイ＆＆クライペダ室内管弦楽団や、リトアニア室内管弦楽団にも定期的に客演している。
2005年にリトアニア国立芸術文化賞を受賞。